# Монтульё-Сен-Бернар
Монтульё-Сен-Берна́р (фр. Montoulieu-Saint-Bernard, окс. Montoliu de Sant Bernat) — коммуна во Франции, находится в регионе Юг — Пиренеи. Департамент — Верхняя Гаронна. Входит в состав кантона Ориньяк. Округ коммуны — Сен-Годенс.
Код INSEE коммуны — 31386.

## География
Коммуна расположена приблизительно в 640 км к югу от Парижа, в 60 км к юго-западу от Тулузы.
На севере коммуны протекает река Луж.

## Климат
Климат умеренно-океанический. Зима мягкая и снежная, весна характеризуется сильными дождями и грозами, лето сухое и жаркое, осень солнечная. Преобладают сильные юго-восточные и северо-западные ветры.

## Население
Население коммуны на 2010 год составляло 187 человек.
| 1962 | 1968 | 1975 | 1982 | 1990 | 1999 | 2010 |
| ---- | ---- | ---- | ---- | ---- | ---- | ---- |
| 119  | 106  | 106  | 111  | 149  | 153  | 187  |

## Администрация
| Период | Период | Фамилия       | Партия | Примечания |
| ------ | ------ | ------------- | ------ | ---------- |
| 2001   | 2008   | Феликс Сенжес |        | почтальон  |
| 2008   | 2020   | Камиль Сор    |        | лётчик     |

## Экономика
В 2010 году среди 106 человек трудоспособного возраста (15—64 лет) 83 были экономически активными, 23 — неактивными (показатель активности — 78,3 %, в 1999 году было 68,8 %). Из 83 активных жителей работали 75 человек (40 мужчин и 35 женщин), безработных было 8 (6 мужчин и 2 женщины). Среди 23 неактивных 4 человека были учениками или студентами, 15 — пенсионерами, 4 были неактивными по другим причинам.

## Достопримечательности
- Церковь Св. Марии Магдалины
- Галло-романские термы. Исторический памятник с 1960 года[4]